# Prince Rajcomar
Prince Rajcomar est un footballeur de Curaçao né le 25 avril 1985 à Maastricht aux Pays-Bas. Il évolue au poste d'attaquant.

## Biographie

### Buts en sélection
| Buts en sélection de Prince Rajcomar | Buts en sélection de Prince Rajcomar | Buts en sélection de Prince Rajcomar              | Buts en sélection de Prince Rajcomar | Buts en sélection de Prince Rajcomar | Buts en sélection de Prince Rajcomar | Buts en sélection de Prince Rajcomar |
|                                      | Date                                 | Lieu                                              | Adversaire                           | Score                                | Résultat                             | Compétition                          |
| ------------------------------------ | ------------------------------------ | ------------------------------------------------- | ------------------------------------ | ------------------------------------ | ------------------------------------ | ------------------------------------ |
| 1.                                   | 3 septembre 2014                     | Estadio Juan Ramón Loubriel, Bayamón (Porto Rico) | Porto Rico                           | 1-2                                  | 2-2                                  | QCAR 2014                            |
| 2.                                   | 5 septembre 2014                     | Estadio Juan Ramón Loubriel, Bayamón (Porto Rico) | Grenade                              | 1-1                                  | 2-1                                  | QCAR 2014                            |
| 3.                                   | 13 novembre 2014                     | Catherine Hall Stadium, Montego Bay (Jamaïque)    | Cuba                                 | 1-1                                  | 2-3                                  | CAR 2014                             |
| 4.                                   | 20 mai 2015                          | Almere City Stadion, Almere (Pays-Bas)            | Suriname                             | 2-1                                  | 3-2                                  | Amical                               |

NB : Les scores sont affichés sans tenir compte du sens conventionnel en cas de match à l'extérieur (Curaçao-Adversaire)

## Palmarès
- Vainqueur de la Supercoupe des Pays-Bas en 2004 avec le FC Utrecht